# Козаль, Михаил
Михаил Ко́заль (пол. Michał Kozal; 25 сентября 1893, около Кротошина, Польша — 26 января 1943, концлагерь Дахау) — блаженный Римско-Католической Церкви, епископ, мученик.

## Биография
Михаил Козаль родился в Новом Фольварке, около города Кротошин. Был священником гнезненского архидиоцеза. Исполнял обязанности префекта в гимназии в городе Быдгощ, духовного отца и ректора семинарии в городе Гнезно, Польша. В 1939 году был рукоположён в сан епископа, после чего исполнял обязанности епископа-коадъютора (помощник епископа) в влоцлавском диоцезе. После начала Второй мировой войны не оставил своей епархии.
7 ноября 1939 года был арестован немецкими оккупационными властями и отправлен в концентрационный лагерь Дахау. Несмотря на плохие условия, существовавшие в концлагере, занимался пастырской деятельностью, ухаживая за больными, преподавая духовные советы и исповедуя. В начале 1943 года заразился тифом.
26 января 1943 года погиб от инъекции фенола.

## Прославление
14 июня 1987 года Михаил Козаль был причислен к лику блаженных во время проведения мессы в Варшаве римским папой Иоанном Павлом II.
Блаженный Михаил Козаль — покровитель города Влоцлавека, Польша.
День памяти в Католической церкви — 14 июня.